# التقييم الدولي للعلوم والتقنيات الزراعية لتحقيق التنمية
التقييم الدولي للعلوم والتقنيات الزراعية لتحقيق التنمية (International Assessment of Agricultural Knowledge, Science and Technology for Development - IAAKSTD) هو جهد تعاوني دولي لمدة ثلاث سنوات من 2005 إلى 2007، وقد بدأه البنك الدولي عام 2002. وقام برنامج التقييم الدولي للعلوم والتقنيات الزراعية بتقييم أهمية، وجودة، وفاعلية التقنيات الزراعية والعلوم والتكنولوجيا، وفاعلية سياسات القطاع الخاص والعام والترتيبات المؤسسية.
ويضم هذا المشروع 900 مشارك و110 بلد برعاية مشتركة من منظمة الأغذية والزراعة والمرفق العالمي للبيئة وبرنامج الأمم المتحدة الإنمائي وبرنامج الأمم المتحدة للبيئة ومنظمة اليونسكو والبنك الدولي ومنظمة الصحة العالمية. وقد قيم هذا البرنامج المعرفة الزراعية والعلوم والتكنولوجيا فيما يتعلق بأهداف التنمية المستدامة التي تحد من الجوع والفقر، وتحسن من التغذية والصحة وسبل العيش في الريف، وتسهل الاستدامة البيئية والاجتماعية.
استُعرضت نتائج المشروع واعتمادها خلال الاجتماع العام الحكومي الدولي الذي عقد في الفترة من 7 إلى 12 إبريل عام 2008 في جوهانسبرج بجنوب أفريقيا.

## الإدارة
يتكون المكتب القائم على أساس جغرافي لأصحاب المصلحة المتعددين 30 ممثلًا للحكومة من مناطق مختلفة، و 20 ممثلًا للمنظمات الغير الحكومية والمجموعات الاستهلاكية ومجموعات المنتجين، وممثلين من 8 مؤسسات، ورئيسين مشاركين. وقامت الوكالات الراعية بدور أعضاء في المكتب بحكم مناصبهم.
وكان لدى التقييم الدولى للعلوم والتقنيات الزراعية لتحقيق التنمية أمانة موزعة للإدراة والرقابة في واشنطن العاصمة وغيرها في منظمة الأغذية والزراعة في روما، وبرنامج الأمم المتحدة للبيئة في نيروبي، ومنظمة اليونسكو في باريس. وكان رئيس المكتب هو روبرت واتسون.

## الهيكل
يتكون التقييم الدولي للعلوم والتقنيات الزراعية من تقييم عالمي وخمس تقييمات عالمية فرعية والتي استخدمت نفس الإطار: التأثير الذي تصنعه المعرفة الزراعية على الفقر، الجوع، التغذية، الصحة البشرية، والاستدامة البيئية والاجتماعية في الماضي والمستقبل. وقد خضع كلًا من التقييم العالمي والتقييمات الفرعية للمراجعة من قبل الحكومات والخبراء، وتم الموافقة عليهم من قبل الحكومات المشاركة.
واستكملت التقييمات الخمسة العالمية الفرعية التقييم العالمي من خلال دراسة الجوانب الخاصة بالمناطق الجغرافية الآتية:
- وسط وغرب آسيا وشمال أفريقيا، المعهد الإقليمي: المركز الدولي للبحوث الزراعية في المناطق الجافة؛
- شرق وجنوب آسيا والمحيط الهادي، المعهد الإقليمي: المركز العالمي للأسماك؛
- أمريكا اللاتينية والبحر الكاريبي، المركز الإقليمي: معهد البلدان الأمريكية للتعاون في ميدان الزراعة؛
- أمريكا الشمالية وأوروبا؛
- أفريقيا جنوب الصحراء الكبرى، المعهد الإقليمي : المركز الإفريقي للدراسات التكنولوجية.

وقد صاحب التقييمات تقرير تجميعي يغطي التحديات التي تواجهها الزراعة في الوقت الحالي: سلبيات وإيجابيات الطاقة الحيوية، الدور الذي تلعبه التكنولوجيا الحيوية، وآثار تغير المناخ، آثارها على الصحة، واستخدام الموارد الطبيعية، وصغار المزارعين والتجارة الدولية ودور الزراعة التقليدية في المستقبل، والمرأة في الزراعة، وأخيرًا خيارات العمل.

## التقرير النهائي
وفي يوم 15 إبريل سنة 2008، نُشرت نتائج تقارير التقييم. ويحتوي التقرير على التقييم العالمي وخمس تقارير عالمية فرعية. ومن خلال اتباع هذا النهج التصاعدي، يهدف التقرير إلى فهم احتياجات الأشخاص الأكثر عرضة للتهديدات التي يتعرض لها أمن غذائهم وسبل عيشهم. وكان هدف الجلسات العامة السابقة في جوهانسبرج هو التوصل إلى اتفاق حول الأولويات الرئيسية لكل منطقة.
وقد تم إنتاج سلسلة من التقارير الحاسمة والعالمية وشبه العالمية في المعرفة والخبرات المحلية والمؤسسية، وتم ترجمت هذه التقارير إلى لغات الأمم المتحدة الرسمية الست، وقد تم تقديم ومناقشة هذه التقارير في عدة ندوات.
وقد خلقت هذه التقارير سيناريوهات مقنعة تستند إلى الأحداث السابقة والاتجاهات الحالية مثل النمو السكاني، والغذاء الحضري والريفي، وديناميات الفقر، وفقدان الأراضي الزراعية، ووفرة المياه، وآثار تغير المناخ. واستنادًا إلى هذه المشاكل، فقد طُرح سؤال «ماذا لو» الذي سمح بدراسة الآثار المترتبة على الخيارات التكنولوجية المختلفة.  